# Fallopia baldschuanica
Fallopia baldschuanica ( sin. Polygonum baldschuanicum ) es una especie asiática de planta con flores de la familia Polygonaceae. Es nativa de Asia (China, Rusia, Kazajistán, etc.), y crece de forma silvestre en partes de Europa y América del Norte y Central como una especie introducida .
Algunos autores dividen la especie en dos, considerando las poblaciones chinas como Fallopia aubertii y las especies rusas y de Asia central como F. baldschuanica. 
Fallopia baldschuanica se cultiva como planta ornamental por sus enredaderas con flores. Las flores blancas son decorativas y proporcionan néctar y polen a la abeja melífera. Como es de rápido crecimiento, se usa como cobertura para vallas antiestéticas y otras estructuras de jardín. Sin embargo, puede volverse invasiva .[cita requerida]

## Descripción
Fallopia baldschuanica es una planta trepadora con tallos trepadores leñosos de al menos 10 metros (33 pies) de longitud. Las hojas puntiagudas, ovaladas o casi triangulares, miden hasta 10 centímetros (4 plg) de largo y nacen en pecíolos. La inflorescencia es una matriz abierta de racimos estrechos, ramificados, caídos o extendidos de flores blancas, cada racimo alcanza un máximo de 15 centímetros (6 plg) de largo. Las flores cuelgan de pedicelos cortos. Cada flor de cinco lóbulos mide poco menos de un centímetro de largo y es de color blanco a verdoso o rosa pálido, y a veces se vuelve rosa brillante a medida que se desarrolla la fruta. El fruto es un aquenio negro brillante de unos 2 milímetros de ancho.

## En la cultura
Aparece en Nemesis, de Agatha Christie. En la historia, el invernadero en Old Manor House de las tres hermanas se derrumbó. Las hermanas plantaron esta enredadera para cubrir lo que no pudieron restaurar. Miss Marple nombra la planta al verla a punto de florecer, bajo su antiguo nombre de Polygonum baldschuanicum. También es el título del capítulo 9 y representa un tema de la novela.